# Pavetta mirabilis
Pavetta mirabilis är en måreväxtart som beskrevs av Cornelis Eliza Bertus Bremekamp. Pavetta mirabilis ingår i släktet Pavetta och familjen måreväxter. Inga underarter finns listade i Catalogue of Life.